# SNK Unió d'Independents
SNK Unió d'Independents (txec Sdružení Nezávislých Kandidátů) fou un petit partit polític de la República Txeca d'ideologia conservadora i dirigida des de maig de 2007 per Helmut Dohnálek. Va ser fundat el 2000 per a ajudar a diversos candidats municipals independents a participar en les eleccions a l'assemblea regional. Més tard, va guanyar dos escons al Senat a les eleccions de 2002, però no obtingué cap diputat.
A les eleccions europees de 2004 es va presentar en llista conjunta amb Demòcrates Europeus que va obtenir l'11% dels vots i va obtenir a tres diputats, dos dels quals eren membres de la SNK. El febrer de 2006 es va fusionar definitivament amb els Demòcrates Europeus (DE), dirigit per l'ex Ministre de Relacions Exteriors Josef Zieleniec, s'anomena SNK - Demòcrates Europeus (SNK ED). A les eleccions legislatives txeques de 2006 no va obtenir representació parlamentària.